# Kodjo Laba
Kodjo Fo-Doh Laba (Lomé, 27 gennaio 1992) è un calciatore togolese, attaccante dell'Al-Ain e della nazionale togolese.

## Carriera

### Club
Ha giocato nel massimo campionato togolese e gabonese. Nell'estate del 2019 si trasferisce nella squadra degli Emirati Arabi Uniti dell' Al-Ain

### Nazionale
Ha esordito con la nazionale togolese nel 2016. Nel 2017 viene inserito nei ventitré giocatori convocati dalla nazionale togolese per la Coppa delle nazioni africane 2017

## Statistiche

### Cronologia presenze e reti in nazionale
| Cronologia completa delle presenze e delle reti in nazionale ― Togo | Cronologia completa delle presenze e delle reti in nazionale ― Togo | Cronologia completa delle presenze e delle reti in nazionale ― Togo | Cronologia completa delle presenze e delle reti in nazionale ― Togo | Cronologia completa delle presenze e delle reti in nazionale ― Togo | Cronologia completa delle presenze e delle reti in nazionale ― Togo | Cronologia completa delle presenze e delle reti in nazionale ― Togo | Cronologia completa delle presenze e delle reti in nazionale ― Togo |
| Data                                                                | Città                                                               | In casa                                                             | Risultato                                                           | Ospiti                                                              | Competizione                                                        | Reti                                                                | Note                                                                |
| ------------------------------------------------------------------- | ------------------------------------------------------------------- | ------------------------------------------------------------------- | ------------------------------------------------------------------- | ------------------------------------------------------------------- | ------------------------------------------------------------------- | ------------------------------------------------------------------- | ------------------------------------------------------------------- |
| 25-3-2016                                                           | Monastir                                                            | Tunisia                                                             | 1 – 0                                                               | Togo                                                                | Qual. Coppa d'Africa 2017                                           | -                                                                   | 71’                                                                 |
| 29-3-2016                                                           | Lomé                                                                | Togo                                                                | 0 – 0                                                               | Tunisia                                                             | Qual. Coppa d'Africa 2017                                           | -                                                                   |                                                                     |
| 27-5-2016                                                           | Lomé                                                                | Togo                                                                | 1 – 0                                                               | Zambia                                                              | Amichevole                                                          | -                                                                   | 45’                                                                 |
| 5-6-2016                                                            | Monrovia                                                            | Liberia                                                             | 2 – 2                                                               | Togo                                                                | Qual. Coppa d'Africa 2017                                           | 1                                                                   | 45’                                                                 |
| 4-9-2016                                                            | Lomé                                                                | Togo                                                                | 5 – 0                                                               | Gibuti                                                              | Qual. Coppa d'Africa 2017                                           | 1                                                                   | 75’                                                                 |
| 9-10-2016                                                           | Lomé                                                                | Togo                                                                | 2 – 0                                                               | Mozambico                                                           | Amichevole                                                          | 2                                                                   | 65’                                                                 |
| 16-1-2017                                                           | Oyem                                                                | Costa d'Avorio                                                      | 0 – 0                                                               | Togo                                                                | Coppa d'Africa 2017 - 1º turno                                      | -                                                                   | 82’                                                                 |
| 20-1-2017                                                           | Oyem                                                                | Marocco                                                             | 3 – 1                                                               | Togo                                                                | Coppa d'Africa 2017 - 1º turno                                      | -                                                                   | 73’                                                                 |
| 24-1-2017                                                           | Libreville                                                          | Togo                                                                | 1 – 3                                                               | RD del Congo                                                        | Coppa d'Africa 2017 - 1º turno                                      | 1                                                                   | 67’                                                                 |
| 24-3-2017                                                           | Alessandria d'Egitto                                                | Libia                                                               | 0 – 0                                                               | Togo                                                                | Amichevole                                                          | -                                                                   | 78’                                                                 |
| 28-3-2017                                                           | Alessandria d'Egitto                                                | Egitto                                                              | 3 – 0                                                               | Togo                                                                | Amichevole                                                          | -                                                                   | 73’                                                                 |
| 1-6-2017                                                            | Chambly                                                             | Nigeria                                                             | 3 – 0                                                               | Togo                                                                | Amichevole                                                          | -                                                                   | 70’                                                                 |
| 4-6-2017                                                            | Marsiglia                                                           | Togo                                                                | 2 – 0                                                               | Comore                                                              | Amichevole                                                          | 1                                                                   | 73’                                                                 |
| 11-6-2017                                                           | Blida                                                               | Algeria                                                             | 1 – 0                                                               | Togo                                                                | Qual. Coppa d'Africa 2019                                           | -                                                                   |                                                                     |
| 31-8-2017                                                           | Agadir                                                              | Niger                                                               | 0 – 2                                                               | Togo                                                                | Amichevole                                                          | -                                                                   |                                                                     |
| 4-9-2017                                                            | Lomé                                                                | Togo                                                                | 0 – 1                                                               | Malawi                                                              | Amichevole                                                          | -                                                                   |                                                                     |
| 5-10-2017                                                           | Teheran                                                             | Iran                                                                | 2 – 0                                                               | Togo                                                                | Amichevole                                                          | -                                                                   |                                                                     |
| 12-11-2017                                                          | Lomé                                                                | Togo                                                                | 6 – 0                                                               | Mauritius                                                           | Amichevole                                                          | 4                                                                   |                                                                     |
| 21-3-2018                                                           | Chambly                                                             | Togo                                                                | 0 – 0                                                               | Madagascar                                                          | Amichevole                                                          | -                                                                   |                                                                     |
| 24-3-2018                                                           | Beauvais                                                            | Togo                                                                | 2 – 2                                                               | Costa d'Avorio                                                      | Amichevole                                                          | -                                                                   | 67’                                                                 |
| 9-9-2018                                                            | Lomé                                                                | Togo                                                                | 0 – 0                                                               | Benin                                                               | Qual. Coppa d'Africa 2019                                           | -                                                                   |                                                                     |
| 12-10-2018                                                          | Lomé                                                                | Togo                                                                | 1 – 1                                                               | Gambia                                                              | Qual. Coppa d'Africa 2019                                           | -                                                                   |                                                                     |
| 16-10-2018                                                          | Bakau                                                               | Gambia                                                              | 0 – 1                                                               | Togo                                                                | Qual. Coppa d'Africa 2019                                           | -                                                                   | 61’                                                                 |
| 18-11-2018                                                          | Lomé                                                                | Togo                                                                | 1 – 4                                                               | Algeria                                                             | Qual. Coppa d'Africa 2019                                           | 1                                                                   |                                                                     |
| 24-3-2019                                                           | Cotonou                                                             | Benin                                                               | 2 – 1                                                               | Togo                                                                | Qual. Coppa d'Africa 2019                                           | -                                                                   | 45’                                                                 |
| 6-9-2019                                                            | Moroni                                                              | Comore                                                              | 1 – 1                                                               | Togo                                                                | Qual. Mondiali 2022                                                 | 1                                                                   | 27’ 87’                                                             |
| 10-9-2019                                                           | Lomé                                                                | Togo                                                                | 2 – 0                                                               | Comore                                                              | Qual. Mondiali 2022                                                 | -                                                                   |                                                                     |
| 10-10-2019                                                          | Fos-sur-Mer                                                         | Capo Verde                                                          | 2 – 1                                                               | Togo                                                                | Amichevole                                                          | -                                                                   |                                                                     |
| 13-10-2019                                                          | Salon-de-Provence                                                   | Togo                                                                | 1 – 1                                                               | Guinea Equatoriale                                                  | Amichevole                                                          | -                                                                   |                                                                     |
| 14-11-2019                                                          | Lomé                                                                | Togo                                                                | 0 – 1                                                               | Comore                                                              | Qual. Coppa d'Africa 2021                                           | -                                                                   |                                                                     |
| 18-11-2019                                                          | Nairobi                                                             | Kenya                                                               | 1 – 1                                                               | Togo                                                                | Qual. Coppa d'Africa 2021                                           | -                                                                   |                                                                     |
| 14-11-2020                                                          | Il Cairo                                                            | Egitto                                                              | 1 – 0                                                               | Togo                                                                | Qual. Coppa d'Africa 2021                                           | -                                                                   | 88’                                                                 |
| 17-11-2020                                                          | Lomé                                                                | Togo                                                                | 1 – 3                                                               | Egitto                                                              | Qual. Coppa d'Africa 2021                                           | -                                                                   |                                                                     |
| 5-6-2021                                                            | Antalya                                                             | Guinea                                                              | 0 – 2                                                               | Togo                                                                | Amichevole                                                          | 2                                                                   |                                                                     |
| 8-6-2021                                                            | Bakau                                                               | Gambia                                                              | 1 – 0                                                               | Togo                                                                | Amichevole                                                          | -                                                                   |                                                                     |
| 1-9-2021                                                            | Thiès                                                               | Senegal                                                             | 2 – 0                                                               | Togo                                                                | Qual. Mondiali 2022                                                 | -                                                                   |                                                                     |
| 5-9-2021                                                            | Lomé                                                                | Togo                                                                | 0 – 1                                                               | Namibia                                                             | Qual. Mondiali 2022                                                 | -                                                                   |                                                                     |
| 9-10-2021                                                           | Lomé                                                                | Togo                                                                | 1 – 1                                                               | Rep. del Congo                                                      | Qual. Mondiali 2022                                                 | -                                                                   | 80’                                                                 |
| 24-3-2022                                                           | Antalya                                                             | Togo                                                                | 3 – 0                                                               | Sierra Leone                                                        | Amichevole                                                          | 1                                                                   | 45’                                                                 |
| 29-3-2022                                                           | Antalya                                                             | Togo                                                                | 1 – 1                                                               | Benin                                                               | Amichevole                                                          | 1                                                                   | 45’                                                                 |
| 3-6-2022                                                            | Lomé                                                                | Togo                                                                | 2 – 2                                                               | eSwatini                                                            | Qual. Coppa d'Africa 2023                                           | 1                                                                   |                                                                     |
| 7-6-2022                                                            | Marrakech                                                           | Capo Verde                                                          | 2 – 0                                                               | Togo                                                                | Qual. Coppa d'Africa 2023                                           | -                                                                   |                                                                     |
| 24-9-2022                                                           | Le Petit-Quevilly                                                   | Costa d'Avorio                                                      | 2 – 1                                                               | Togo                                                                | Amichevole                                                          | -                                                                   | Cap.                                                                |
| 27-9-2022                                                           | Casablanca                                                          | Guinea Equatoriale                                                  | 2 – 2                                                               | Togo                                                                | Amichevole                                                          | 1                                                                   | Cap.                                                                |
| 24-3-2023                                                           | Marrakech                                                           | Burkina Faso                                                        | 1 – 0                                                               | Togo                                                                | Qual. Coppa d'Africa 2023                                           | -                                                                   |                                                                     |
| 28-3-2023                                                           | Lomé                                                                | Togo                                                                | 1 – 1                                                               | Burkina Faso                                                        | Qual. Coppa d'Africa 2023                                           | 1                                                                   |                                                                     |
| 16-11-2023                                                          | Bengasi                                                             | Sudan                                                               | 1 – 1                                                               | Togo                                                                | Qual. Mondiali 2026                                                 | -                                                                   | 86’                                                                 |
| 21-11-2023                                                          | Lomé                                                                | Togo                                                                | 0 – 0                                                               | Senegal                                                             | Qual. Mondiali 2026                                                 | -                                                                   | 75’                                                                 |
| 5-6-2024                                                            | Lomé                                                                | Togo                                                                | 1 – 1                                                               | Sudan del Sud                                                       | Qual. Mondiali 2026                                                 | -                                                                   | 57’                                                                 |
| 9-6-2024                                                            | Kinshasa                                                            | RD del Congo                                                        | 1 – 0                                                               | Togo                                                                | Qual. Mondiali 2026                                                 | -                                                                   | 46’                                                                 |
| 6-9-2024                                                            | Lomé                                                                | Togo                                                                | 1 – 1                                                               | Liberia                                                             | Qual. Coppa d'Africa 2025                                           | -                                                                   | 57’                                                                 |
| 9-9-2024                                                            | Malabo                                                              | Guinea Equatoriale                                                  | 2 – 2                                                               | Togo                                                                | Qual. Coppa d'Africa 2025                                           | 1                                                                   | 73’ 90+6’                                                           |
| 13-11-2024                                                          | Monrovia                                                            | Liberia                                                             | 1 – 0                                                               | Togo                                                                | Qual. Coppa d'Africa 2025                                           | -                                                                   | Cap.                                                                |
| Totale                                                              |                                                                     | Presenze                                                            | 53                                                                  |                                                                     | Reti                                                                | 20                                                                  |                                                                     |

## Palmarès

### Club

#### Competizioni nazionali
- Campionato togolese: 1

Anges de Notsè: 2013
- Coppa del Marocco: 1

RS Berkane: 2018
- UAE Arabian Gulf Cup: 1

Al-Ain: 2021-22
- UAE Arabian Gulf League: 1

Al-Ain: 2021-22

#### Competizioni internazionali
- AFC Champions League: 1

Al-Ain: 2023-2024

### Individuale
- Capocannoniere del campionato marocchino: 1

2018-2019 (19 gol, a pari merito con Mouhcine Iajour)
- Capocannoniere del campionato emiratino: 4

2019-2020 (19 gol), 2021-2022 (26 gol), 2022-2023 (28 gol), 2024-2025 (18 gol)